# Daniella Rush
Daniella Rush (n. 17 de setembre de 1976) és una ex actriu porno de la República Txeca.

## Carrera com a actriu porno
Daniella va estar activa de 1999 a 2002. Durant aquest període, va filmar un gran nombre de pel·lícules, en les quals rodava escenes de sexe anal, doble penetració i s'empassava el semen.
La majoria d'escenes que filmava eren escenes de sexe interracial i doble penetració. Daniella, va rodar moltes d'aquestes escenes amb l'actor afroamericà Lexington Steele, que la penetrava pel darrere en la majoria d'elles, i unes altres pel·lícules les va realitzar amb actors com Wesley Pipes o Mr. Marcus, afirmant que gaudia molt quan tenia sexe anal amb aquests actors afroamericans. En el 2002 es va veure involucrada en un accident automobilístic, com a resultat de l'accident, ara ha d'usar una cadira de rodes.

## Actualitat
Va finalitzar la seva carrera en la indústria del cinema porno, i després d'un any de rehabilitació, va estudiar medicina. Ha estat treballant en un hospital de la República Txeca.

## Premis
- 2000 Hot d'Or nominada – Millor Nou Estel Europeu[2]
- 2001 Hot d'Or - Millor Actriu Europea
- 2001 Premis Nimfa Prize nominada – Millor Actriu de Repartiment – Preses De l'Orgasme[3]
- 2002 Premis AVN nominada – Millor Escena de Sexe en una Producció Estrangera – Face Dance Obsession[4]
- 2003 Premis AVN nominada – Actriu Estrangera de l'any
- 2003 Premis AVN nominada – Millor Escena Grupal de Sexe, Pel·lícula – Women of the World[5]